# 通訊足球會
通訊足球會（西班牙語：Comunicaciones F.C.）是一支危地馬拉職業足球會，現時於危地馬拉國家足球聯賽作賽，主場球場為拉柏迪拿球場，與市政體育會同為危地馬拉的兩大班霸。